# William B. Wilson
Pour les articles homonymes, voir William Wilson (homonymie) et Wilson.
William Bauchop Wilson, né le 2 avril 1862 à Blantyre (Écosse, Royaume-Uni) et mort le 25 mai 1934 à Savannah (Géorgie, États-Unis), est un homme politique américain. Membre du Parti démocrate, il est représentant de Pennsylvanie entre 1907 et 1913 puis secrétaire au Travail entre 1913 et 1921 dans l'administration du président Woodrow Wilson.

## Crédit d'auteurs
- (en) Cet article est partiellement ou en totalité issu de l’article de Wikipédia en anglais intitulé « William Bauchop Wilson » (voir la liste des auteurs).